# متسنگ
متسنگ یا متسینگ، روستایی در دهستان مهبان از توابع بخش مرکزی شهرستان نیک‌شهر در استان سیستان و بلوچستان ایران است.

## جمعیت
این روستا در دهستان مهبان قرار دارد و براساس سرشماری مرکز آمار ایران در سال ۱۳۹۵، جمعیت آن ۱۱۸۵نفر (۳۵۸خانوار) بوده‌است